# Březno u Postoloprt (přírodní památka)
Březno u Postoloprt je přírodní památka na východním okraji vesnice Březno u města Postoloprty v okrese Louny. Nachází se na severním úbočí Březenského vrchu v Dolnooharské tabuli na pravém břehu řeky Ohře.
Důvodem ochrany je geologická  a paleontologická lokalita evropského významu, ve které sesuvy odkryly sled slínovců, který slouží jako stratotyp březenského souvrství v České křídové pánvi. Na lokalitě se vyskytují fosilie mlžů, mořských hub, mřížovců, hlavonožců, mořských raků a krabů.

## Historie
Paleontologický a geologický výzkum probíhá od devatenáctého století. Výsledky svého průzkumu publikoval už Antonín Frič v roce 1893.
Strmý svah ovlivňuje lesní hospodářství a v chráněném území rostou křoviny a ze stromů převažují vrby a topoly. Před rokem 2013 lokalitu ohrožovaly černé skládky.
Přírodní památku vyhlásil lounský okresní úřad dne 19. srpna 1998. V Ústředním seznamu ochrany přírody je evidována pod číslem 1960.

## Přírodní poměry
Chráněné území měří 1,8569 hektarů, nachází se v nadmořské výšce 190–224 metrů (podle Plánu péče 180–215 metrů) v katastrálním území Březno u Loun. Zanedbatelná část přírodní památky leží na území evropsky významné lokality Ohře.

### Geologie, geomorfologie a půdy
Přírodní památka se nachází na severním úbočí Březenského vrchu. Geologicky je součástí České křídové pánve. Jejím jádrem je téměř 150 metrů dlouhý a 38 metrů vysoký odkryv svrchnokřídových slínovců s glaukonitickými horizonty a konkrecemi. Slínovce vznikly ze sedimentů na dně turonského a coniackého moře.
V geomorfologickém členění Česka leží lokalita v celku Dolnooharská tabule, podcelku Hazmburská tabule a v okrsku Cítolibská pahorkatina. Slínovcová kra se zde posunula směrem k severu, a zúžila koryto Ohře. Proudění vody způsobovalo erozi, která podemílala severní stranu kopce, v důsledku čehož docházelo k velkým sesuvům, z nichž jeden v roce 1939 zničil v Březně několik domů. Na strmém svahu dochází k periodickým sesuvům i nadále, čímž se odkrývají nové polohy fosilií.
Z fosilií se vyskytují mlži rodů Nucula a (Inoceramus), jehlice mořských hub (Geodia gigantea), mřížovci, hlavonožci (např. řád Ammonitida) a pozůstatky mořských raků a krabů.
Převládajícím půdním typem je fluvizem modální.

### Podnebí a vodstvo
V rámci Quittovy klasifikace podnebí se chráněné území nachází v teplé oblasti T2, pro kterou jsou typické průměrné teploty −2 až −3 °C v lednu a 18–19 °C v červenci. Roční srážkový úhrn je 550–700 milimetrů. Počet mrazových dnů je 100–110, zatímco počet letních dnů se pohybuje v rozmezí 50–60. Voda z území odtéká do Ohře.

### Flóra a fauna
Ve fytogeografickém členění Česka spadá Březno u Postoloprt do okrsku Žatecké Poohří v oblasti termofytika. Péče o rostliny a živočichy není předmětem ochrany, ale sesuvné pohyby výrazně ovlivňují podobu vegetace, v níž v převažují pionýrské a suchomilné druhy rostlin.
Převládajícím druhem je kostřava žlábkatá (Festuca rupicola) a ovsíř luční (Avenula pratensis). Doplňují je jetel horský (Trifolium montanum), mateřídouška panonská (Thymus pannonicus), silenka ušnice (Silene otites), černýš rolní (Melampyrum arvense), krvavec menší (Sanguisorba minor), šalvěj luční (Salvia pratensis), vítod chocholatý (Polygala comosa), jehlice trnitá (Ononis spinosa), len počistivý (Linum catharticum), chrpa čekánek (Centaurea scabiosa), chrastavec rolní (Knautia arvensis) a čilimník černající (Cytisus nigracans). Na jižní straně roste podle vyhlášky 395/1992 Sb. ohrožený druh bělozářka liliovitá (Anthericum liliago).
V chráněném území žijí silně ohrožené druhy zvířat ještěrka obecná (Lacerta agilis), užovka hladká (Coronella austriaca) a žluva hajní (Oriolus oriolus). Mezi ohrožené druhy patří slavík obecný (Luscinia megarhynchos) a ťuhýk obecný (Lanius collurio). Z ptáků byl zaznamenán také výskyt sedmihláska hajního (Hippolais icterina) a pěnice pokřovní (Sylvia curruca).

## Přístup
Na vrchol zalesněného Březenského vrchu vede od železniční stanice Březno u Postoloprt žlutě značená turistická trasa, která dále pokračuje do Loun. Z ní odbočuje ke chráněnému území lesní cesta. V ochranném pásmu na severním okraji přírodní památky se nachází sportovní střelnice.